# Страндхелл, Анника
Анника Виктория Страндхелл (швед. Annika Viktoria Strandhäll, род. 30 апреля 1975, Bergsjön parish, Гётеборг) — шведский профсоюзный, политический и государственный деятель. Член Социал-демократической партии, глава стокгольмского отделения женского крыла партии. Депутат риксдага с 1 октября 2019 года.  В прошлом — министр климата и окружающей среды Швеции (2021—2022), министр социального страхования Швеции (2014—2017, 2019), министр социальных дел Швеции (2017—2019), временно исполняющая обязанности министра народного здоровья, здравоохранения и спорта Швеции (2017).

## Биография
Родилась 30 апреля 1975 года в Гётеборге.
Выросла в районе Бергшён. Училась в гимназии Бергшёна (Bergsjöskolan), которую окончила в 1995 году.
В 2007—2008 годах изучала психологию и социологию на факультете психологии Гётеборгского университета, но не окончила его.
В 1996—2011 годах работала менеджером проекта по рынку труда в муниципалитете Гётеборга.
В конце 1990-х годов стала членом профсоюза SKTF в Гётеборге, в 1999 году стала членом правления SKTF в Гётеборге, затем заместителем председателя SKTF в Гётеборге и председателем SKTF в Гётеборге с 2005 по 2008 год. В 2008 году стала вторым заместителем председателя профсоюза SKTF. 14 июня 2011 года сменила Еву Нордмарк на посту председателя профсоюза SKTF, который затем сменил название на Vision.
3 октября 2014 года получила портфель министра социального страхования Швеции в первом правительстве Лёвена.
С 5 мая по 27 июля 2017 года временно исполняла обязанности министра народного здоровья, здравоохранения и спорта во время больничного отпуска Габриэля Викстрёма. После отставки Габриэля Викстрёма 27 июля получила портфель министра социальных дел Швеции. Находилась в должности до прекращения полномочий правительства 21 января 2019 года.
22 января 2019 года получила портфель министра социального страхования Швеции во втором правительстве Лёвена.
В феврале 2019 года Анника Страндхелл выступила с критикой венгерского премьера Виктора Орбана, который хочет, чтобы появилась больше «настоящих» венгерских детей. Это вызвало резкую реакцию венгерской стороны, вице-премьер Жольт Шемьен назвал в свою очередь Аннику Страндхелл «бедным существом»:
Чего должна хотеть Венгрия, как не рождения венгерских детей… Я думаю, то, что сказало бедное существо, само является самой ненормальностью.
30 сентября 2019 года объявила об отставке с поста министра социального страхования Швеции, 1 октября ушла из правительства и стала депутатом риксдага от избирательного округа Стокгольм. Член Комитета риксдага по иностранным делам с 16 декабря 2019 года.
30 ноября 2021 года получила портфель министра климата и окружающей среды Швеции в правительстве Магдалены Андерссон, сменила Пера Болунда.

## Личная жизнь
Мать двоих дочерей.